# Port lotniczy Narjan-Mar
Port lotniczy Narjan-Mar (IATA: NNM, ICAO: ULAM) – lotnisko w Rosji, 3 km na wschód od miasta Narjan-Mar, stolicy Nienieckiego Okręgu Autonomicznego. Lotnisko jest wojskowo-cywilne. Posiada jeden betonowy pas startowy o długości 2500 m. Narjan-Mar jest jedynym portem lotniczym na wybrzeżu Morza Barentsa pomiędzy Archangielskiem a Nową Ziemią.

## Linie lotnicze i połączenia
| Linia Lotnicza | Kierunek                                   |
| -------------- | ------------------------------------------ |
| Komiaviatrans  | 1. Pobiediłowo 2. Syktywkar                |
| RusLine        | 1. Ufa 2. Jekaterynburg                    |
| Smartawia      | 1. Archangielsk-Tałagi 2. Sankt Petersburg |
| UTair Aviation | 1. Moskwa-Wnukowo                          |

## Wypadki
19 grudnia 2017 samolot An-2 lecący z Narjan-Mar do Charuty krótko po starcie runął na ziemię. W wyniku wypadku zginęły 4 osoby, a 9 zostało rannych. Prawdopodobną przyczyną wypadku było przeciążenie maszyny lub awaria silnika.